# Juan Pablo Bonet
Juan Pablo Bonet (* asi 1573, † 1633) byl španělský katolický kněz a pedagog. Je pokládán za průkopníka vzdělávání neslyšících osob.
Roku 1620 vydal spis Reducción de las letras y arte para enseñar a hablar a los mudos, který je prvním moderním spisem o vzdělávání hluchých osob za pomoci znakového jazyka. Opíral se v ní o výsledky teoretické i praktické činnosti učitele Ramíreze de Carrión.

Reducción de las letras y arte para enseñar a hablar a los mudos (Bonet, 1620)
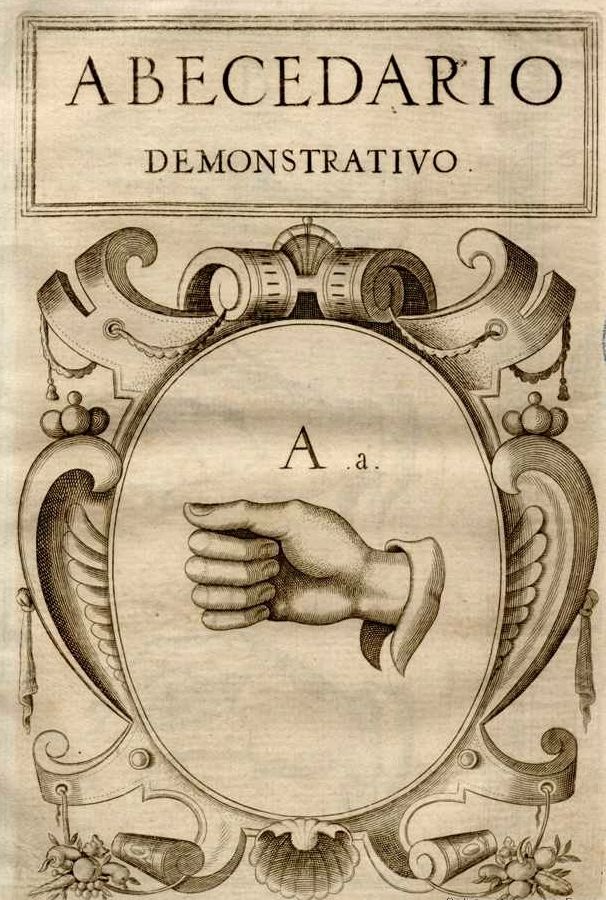
A
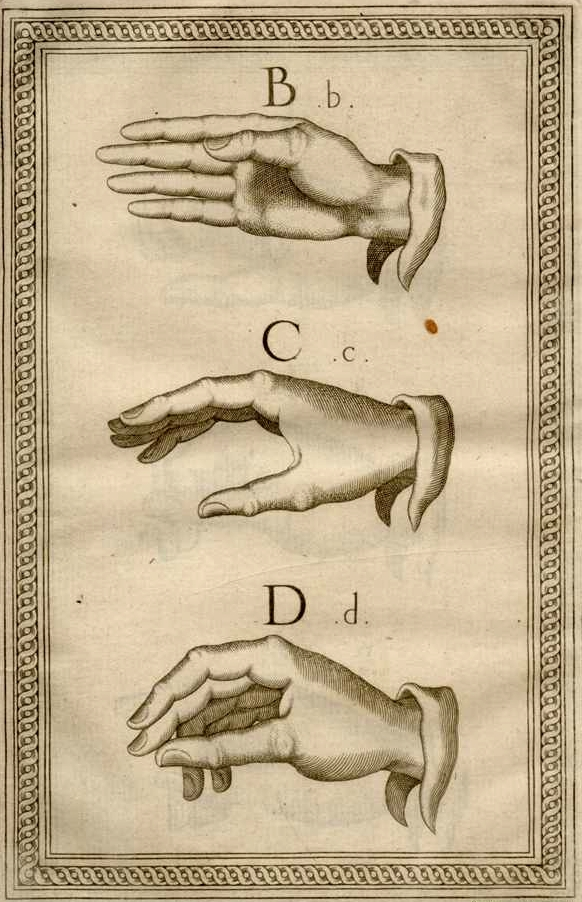
B, C, D
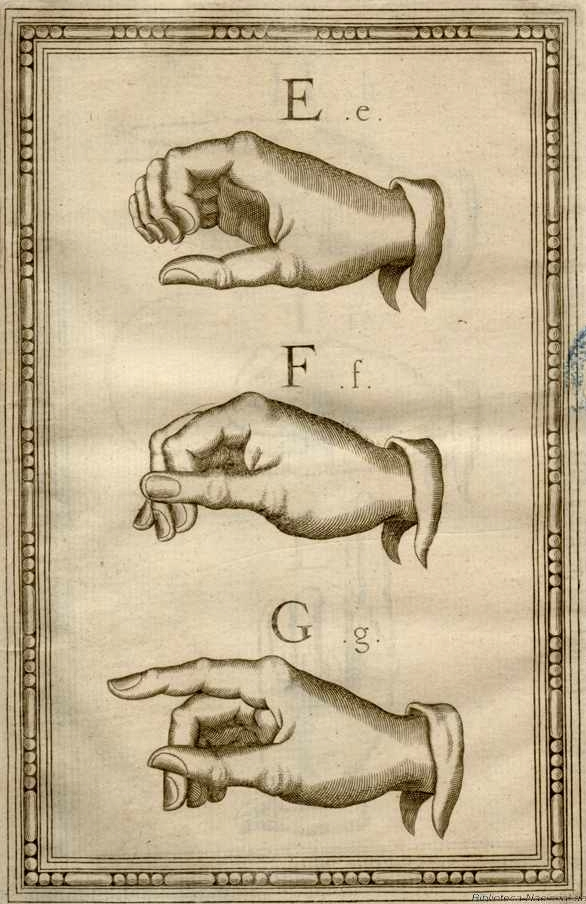
E, F, G
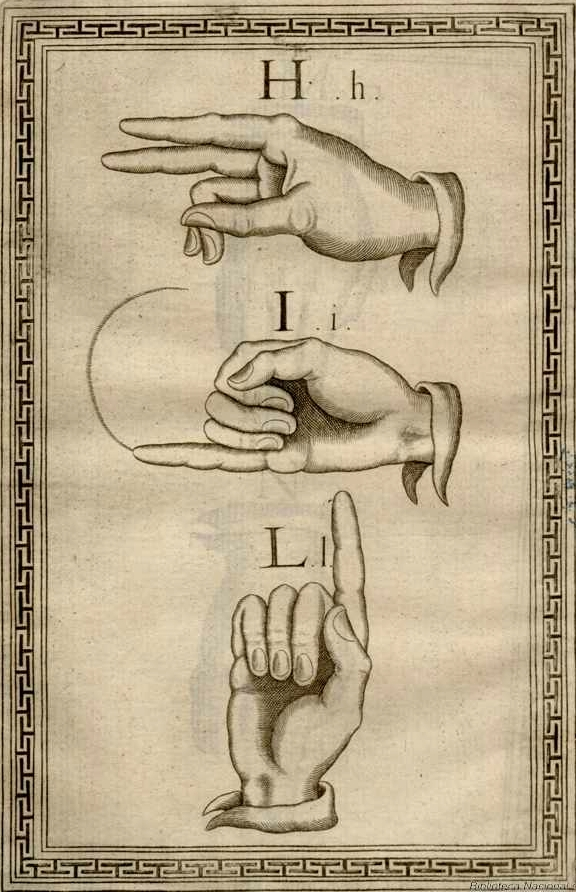
H, I, L
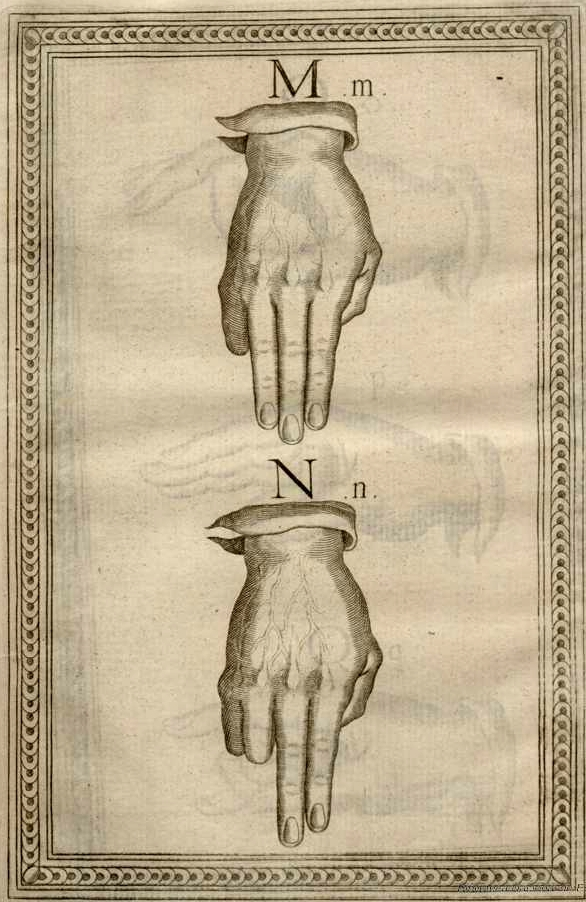
M, N
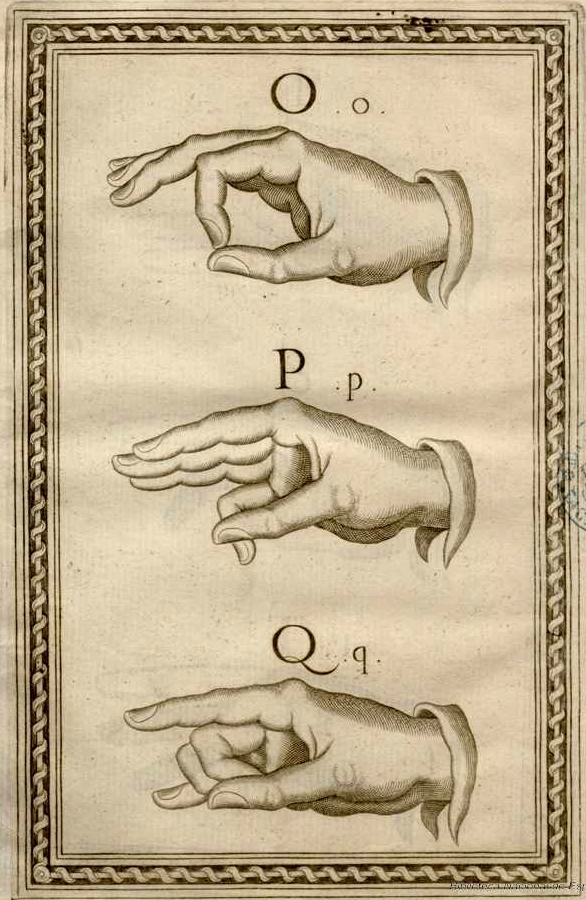
O, P, Q
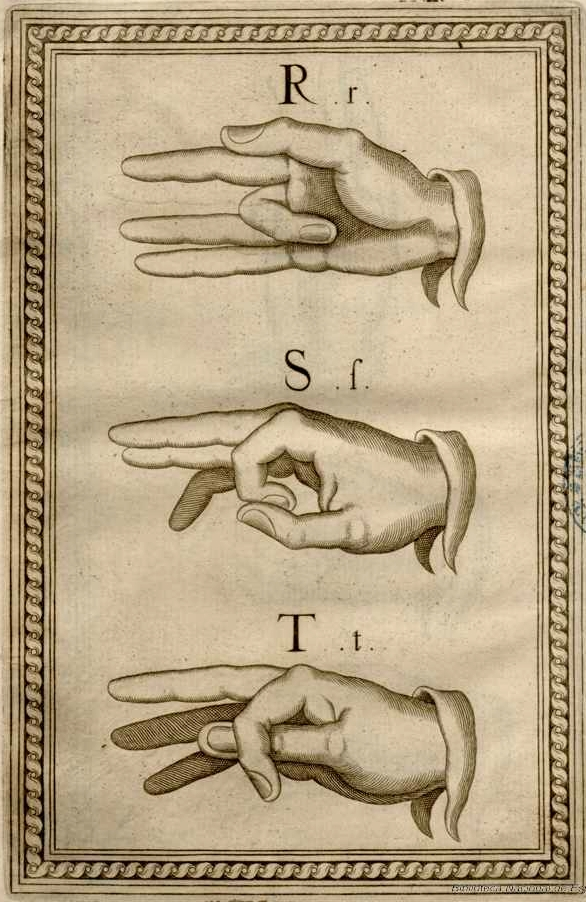
R, S, T
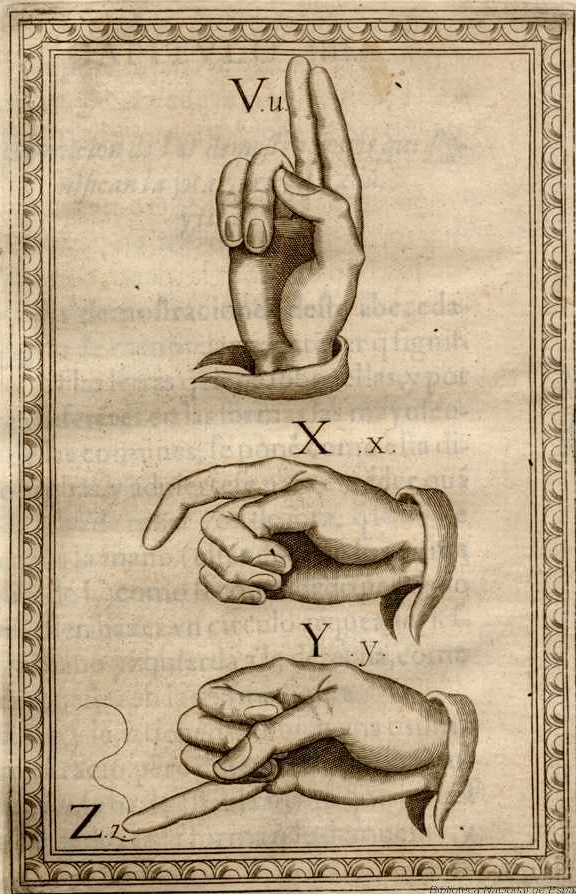
V, X, Y, Z